# 彭天琦
彭天琦（1909年—1978年12月12日），四川荣县人；四川大学外国文学院毕业。1937年加入中国共产党。曾任中共陕西省委常委、西安市委第一书记，中共武汉市委第二书记，中共华中工学院委员会书记、副院长。

## 生平
1932年川大毕业后，彭天琦考入北平中国大学政治经济系。“九一八事变”后，开始投身抗日运动；参与了1935年爆发的"一二·九运动"。抗日战争全面爆发后，随学生宣传队由北平南下，沿途宣传民众，鼓励抗战；并加入中国共产党，在山东地区工作。1948年调湖北，任中共襄西地委书记、军分区政治委员；1949年5月，中共政权进驻宜昌，彭天琦出任宜昌市委书记。
中华人民共和国成立后，历任中共恩施地委书记，湖北省总工会主席，中共湖北省委常委、省委组织部部长、办公厅主任，省委第二副书记，中共武汉市委第二书记，中共华中工学院委员会书记、副院长。1963年，调任中共陕西省委常委、西安市委第一书记。文化大革命开始后，受批斗；1968年恢复工作；1971年，任西安市委第二书记。
1978年12月12日，病逝上海。